# شهرستان سن خوآن (نیومکزیکو)

شهرستان سن خوآن، نیومکزیکو یکی از شهرستان‌های ایالت نیومکزیکو است. موقعیت این شهرستان، در شمال-شمال‌غربی این ایالت بوده وبر طبق آمارهای سال ۲۰۱۰ از اداره آمار آمریکا، جمعیتیش ۱۳۰.۰۴۴ نفر می‌باشد. مرکز این شهرستان، شهر ازتک است.
مساحت این شهرستان، ۱۴.۳۴۴ کیلومترمربع است.

## پیوند
- وب‌گاه رسمی